# Phalanger carmelitae
Il cusco di montagna (Phalanger carmelitae Thomas, 1898) è un marsupiale arboricolo della famiglia dei Falangeridi.

## Descrizione
Il cusco di montagna ha una lunghezza testa-corpo di 37-43,1 cm e una coda di 31-36,5 cm. Pesa circa 2,6 kg. Ha il corpo piuttosto tozzo, delle dimensioni di un grosso gatto, ed è coperto da una folta pelliccia color cioccolato, grigia in alcuni esemplari della Nuova Guinea meridionale, che lascia scoperta solo la parte terminale della coda. La coda è anche prensile e aiuta l'animale ad arrampicarsi sui rami degli alberi. Le femmine sono solitamente più grandi dei maschi.

## Biologia
È attivo soprattutto di notte, come si può dedurre dai grandi occhi rotondi sistemati frontalmente. È dotato di unghie adunche e molto robuste, ma è piuttosto lento nella deambulaziuone. Il suo nutrimento principale è costituito da frutta, foglie, piccoli invertebrati, uova ed uccelli. Le femmine partoriscono generalmente un unico piccolo.

## Distribuzione e habitat
Il cusco di montagna vive nelle foreste pluviali delle montagne della Nuova Guinea, tra i 1400 e i 3660 m di altitudine. Sulla Cordigliera Centrale di solito si incontra solo fino a 3000 m, mentre nella penisola di Huon è presente anche fino a 3600 m, forse a causa della mancanza nella zona del cusco sericeo (P. sericeus).

## Tassonomia
Sono state riconosciute due sottospecie:
- P. c. carmelitae Thomas, 1898: Nuova Guinea centrale;
- P. c. coccygis Thomas, 1922: monti Saruwaged.